# Озерки (Караидельский район)
Озерки (баш. Озерки) — деревня в Караидельском районе Республики Башкортостан Российской Федерации. Административный центр Озеркинского сельсовета.

## География

### Географическое положение
Находится на левом берегу реки Уфы.
Расстояние до:
- районного центра (Караидель): 75 км,
- ближайшей ж/д станции (Щучье Озеро): 180 км.

## Население
| 2002 | 2009 | 2010 |
| ---- | ---- | ---- |
| 514  | ↘463 | ↗501 |

Национальный состав
Согласно переписи 2002 года, преобладающие национальности — русские (48 %), башкиры (36 %).